# Rijksweg 265

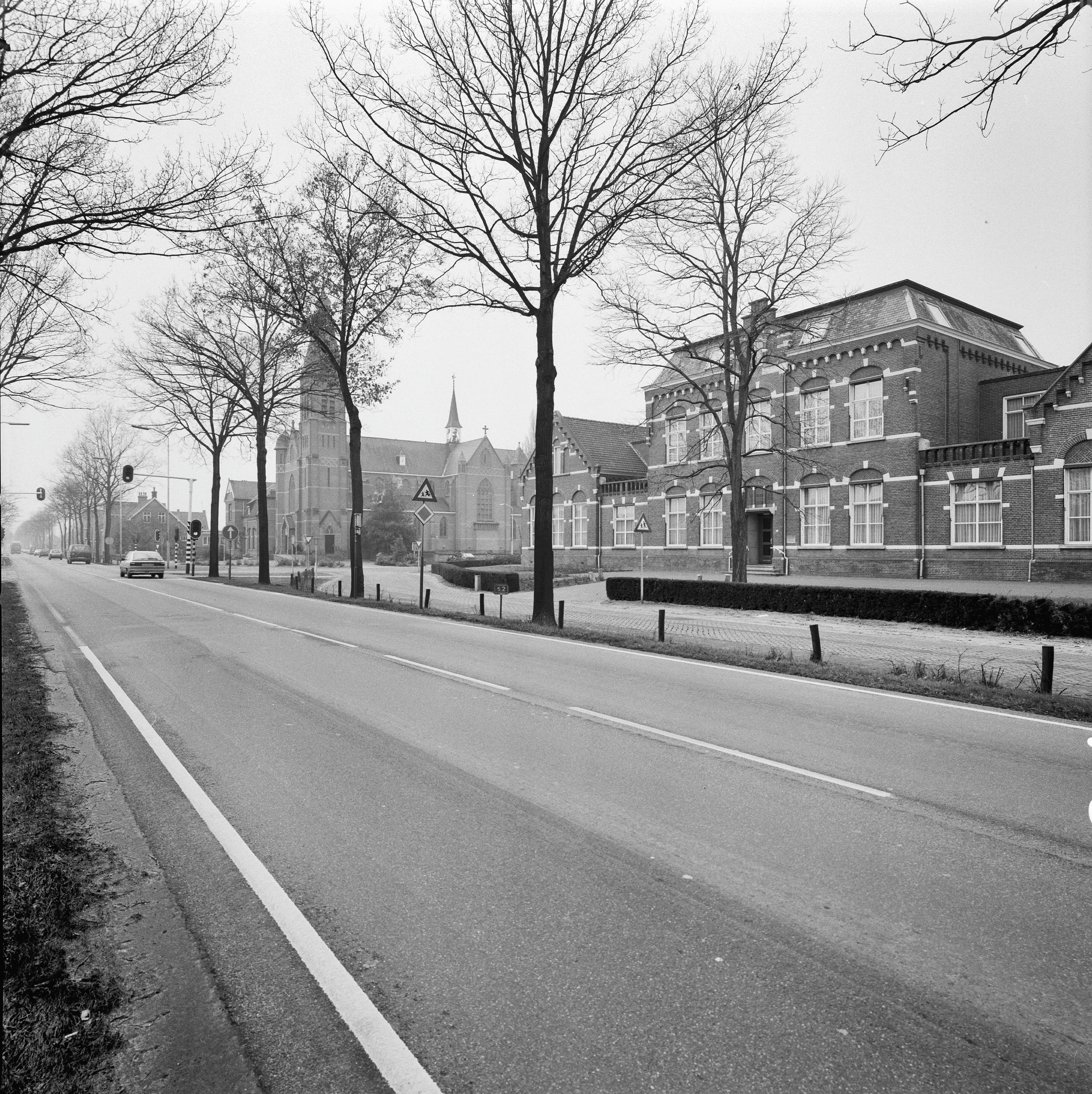
Rijksweg 265 door Mariaheide

Rijksweg   is de voormalige secundaire verbinding tussen Eindhoven en de  bij Oss. Het startpunt van de N265 was de John F. Kennedylaan in Eindhoven. Het tracé van de N265 liep via Son en Breugel, Nijnsel, Sint-Oedenrode, Veghel, Mariaheide, Uden en Nistelrode naar Oss. Ter plaatse van de aansluiting Oss-Oost sloot de N265 aan op de A50.
Voor 1997 liep de N265 vanaf Uden via het dorpje Zeeland en Reek naar Ravenstein om daar aan te sluiten op de A50. 
In tegenstelling tot de meeste N-wegen met een hoog wegnummer, was de N265 geen provinciale weg. Omdat de N265 door het rijk was aangewezen om te worden omgebouwd tot autosnelweg lag het beheer en onderhoud van deze weg bij Rijkswaterstaat.

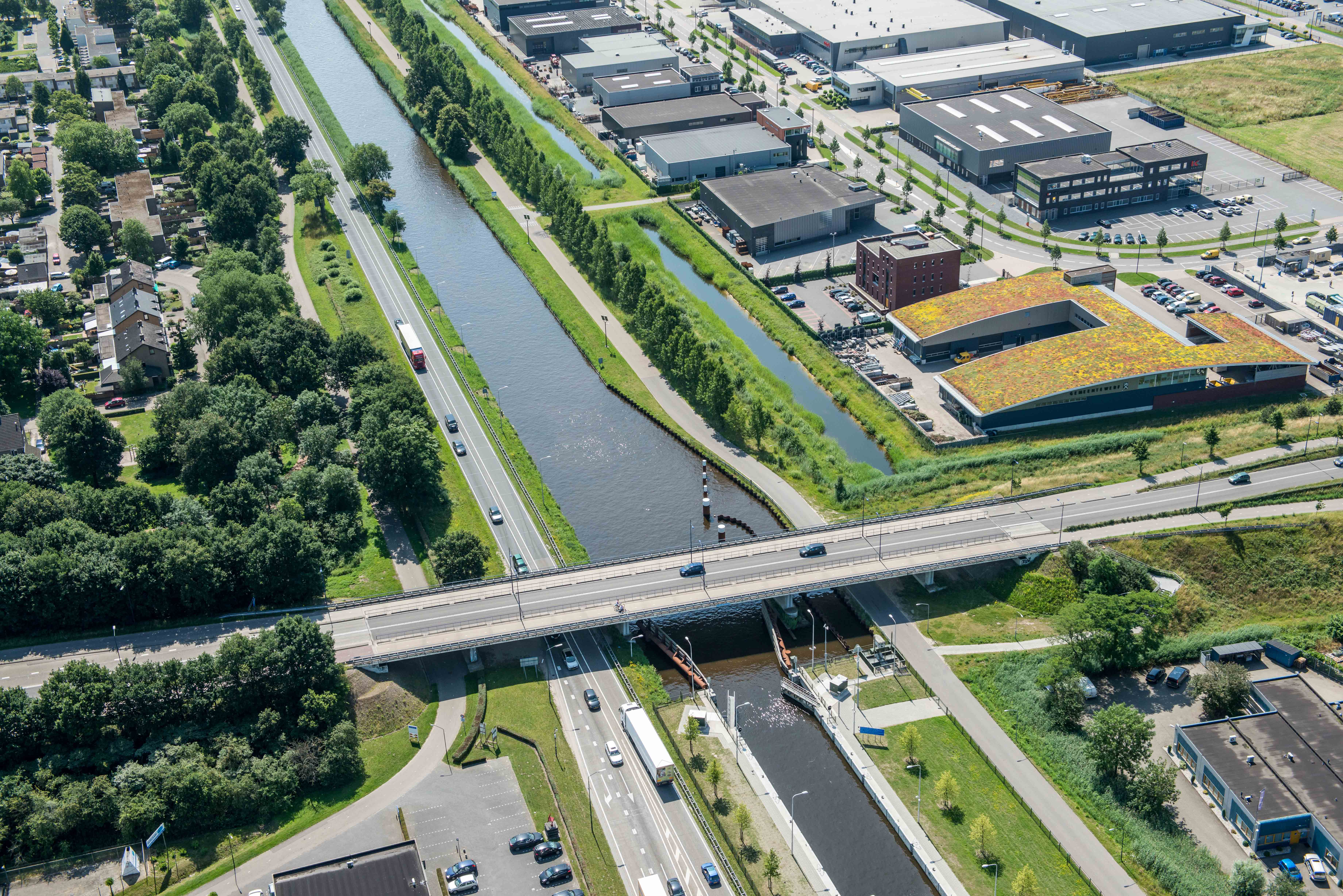
N265 over de Zuid-Willemsvaart via de Maxwell Taylorbrug in Veghel

In 2002 is begonnen met het verlengen van de A50 richting Eindhoven (voorheen van Emmeloord tot Hintham). Deze werkzaamheden zijn grotendeels in 2005 afgerond. Die snelweg heeft grotendeels de functie van de oude N265 overgenomen. De verbinding tussen Oss en Eindhoven is drastisch verbeterd. Bovendien is de overlast door verkeersdrukte in Veghel, Mariaheide en Son drastisch verminderd. Het tracé van de snelweg (A50) loopt namelijk om de kernen heen terwijl de N265 dwars door de kernen ging. De ontlasting van de oude dorpskernen heeft in eerste instantie het dorp Son in staat gesteld het oude centrum te herinrichten tot aangenaam dorpshart. In de gemeente Meierijstad is het restant van de N265 ter hoogte van Mariaheide aangepakt en heringericht. Vanaf 2009 is in Veghel zelf de schop de grond ingegaan en is de N265 voorgoed verdwenen. Het tracé is opgeruimd en heringericht als stedelijke weg en woongebied.